# Capilla del Carmen (Valparaíso)

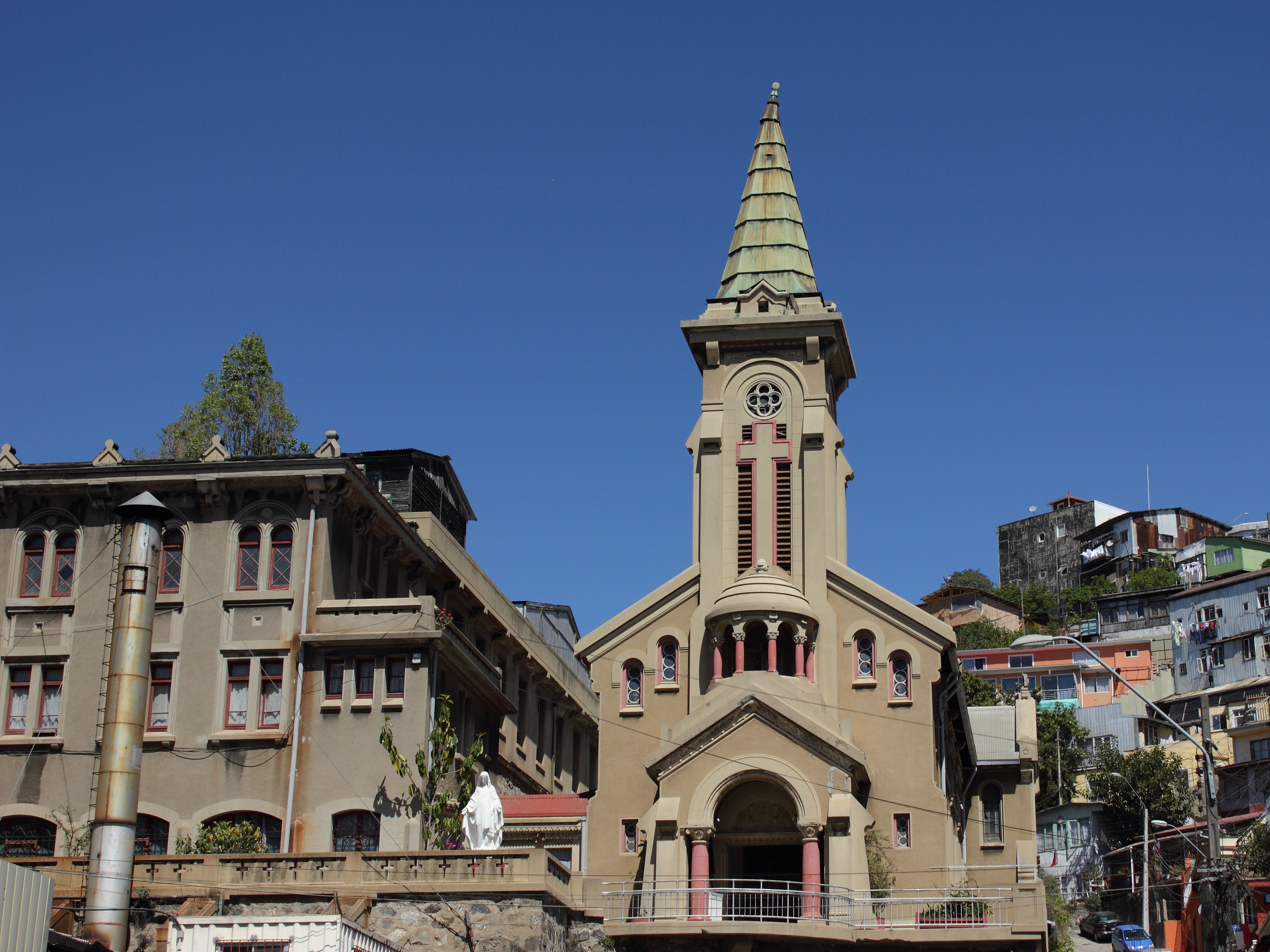
Vista de la capilla. A la izquierda se observa la antigua comunidad de las Hijas de la Caridad de San Vicente de Paúl.

La Capilla del Carmen, también denominada Capilla de la Medalla Milagrosa, es un templo católico ubicado a los pies del cerro El Litre, en El Almendral, plan de la ciudad de Valparaíso, Chile. Construida en 1928 perteneció a las Hijas de la Caridad de San Vicente de Paúl, quienes atendieron a los enfermos del adyacente Hospital Carlos Van Buren hasta su partida definitiva en marzo del año 2017 La capilla fue declarada Monumento Nacional de Chile, en la categoría de Monumento Histórico, mediante el Decreto Exento n.º 355, del 20 de mayo de 2003.

## Historia
Las Hijas de la Caridad de San Vicente de Paúl arribaron al país procedentes de Francia el 15 de marzo de 1854, por expresa orden del gobierno de Manuel Bulnes para el cuidado y atención de los hospitales. En 1860 se instalaron en Valparaíso, en el Hospital San Juan de Dios, hoy Hospital Carlos Van Buren.
La capilla fue construida en 1928, bajo las órdenes de los arquitectos Roberto Lorca y Oscar Oyaneder, en terrenos donde funcionaba un oratorio del Hospital Carlos Van Buren que fue construido en 1845.

## Descripción
La capilla se alza como remate sur de la calle San Ignacio, al pie del cerro El Litre, sobre el nivel de este cerro, por lo que presenta escaleras y terrazas de acceso. Es de estilo historicista ecléctica y su estructura es de hormigón armado y techumbre de madera. Comprende una nave central y dos laterales de pequeña dimensión.
Su fachada comprende un cuerpo adelantado en su ingreso con arco de medio punto circunscrito en un hastial, desde la cual emerge un balcón semicircular con domo, desde donde surge una única torre esbelta, rematada en cupulín de modo pináculo.
En su interior, el altar y las imágenes son de madera policromada española, con vitrales provenientes del mismo país. El templo posee altares dedicados al Sagrado Corazón de Jesús, San José, Nuestra Señora del Carmen, La Inmaculada Concepción, Jesús Crucificado y la Virgen del Escapulario Verde (advocación vicentina)